# Бриндуша
Бриндуша (рум. Brândușa) — село у повіті Долж в Румунії. Входить до складу комуни Бістрец.
Село розташоване на відстані 210 км на захід від Бухареста, 49 км на південний захід від Крайови.

## Населення
За даними перепису населення 2002 року у селі проживали 186 осіб, усі — румуни. Усі жителі села рідною мовою назвали румунську.